# Episodi di 21 Jump Street (seconda stagione)
La seconda stagione della serie televisiva 21 Jump Street è stata trasmessa in anteprima negli Stati Uniti d'America dalla Fox dal 20 settembre 1987 al 22 maggio 1988.
| nº | Titolo originale                              | Titolo italiano | Prima TV USA      | Prima TV Italia |
| -- | --------------------------------------------- | --------------- | ----------------- | --------------- |
| 1  | In the Custody of a Clown                     |                 | 20 settembre 1987 |                 |
| 2  | Besieged (Part 1)                             |                 | 27 settembre 1987 |                 |
| 3  | Besieged (Part 2)                             |                 | 4 ottobre 1987    |                 |
| 4  | Two for the Road                              |                 | 11 ottobre 1987   |                 |
| 5  | After School Special                          |                 | 18 ottobre 1987   |                 |
| 6  | Higher Education                              |                 | 25 ottobre 1987   |                 |
| 7  | Don't Stretch the Rainbow                     |                 | 1º novembre 1987  |                 |
| 8  | Honor Bound                                   |                 | 8 novembre 1987   |                 |
| 9  | You Oughta Be in Prison                       |                 | 15 novembre 1987  |                 |
| 10 | How Much Is That Body in the Window?          |                 | 22 novembre 1987  |                 |
| 11 | Christmas in Saigon                           |                 | 20 dicembre 1987  |                 |
| 12 | Fear and Loathing with Russell Buckins        |                 | 20 dicembre 1987  |                 |
| 13 | A Big Disease with a Little Name              |                 | 7 febbraio 1988   |                 |
| 14 | Chapel of Love                                |                 | 14 febbraio 1988  |                 |
| 15 | I'm Okay, You Need Work                       |                 | 21 febbraio 1988  |                 |
| 16 | Orpheus 3.3                                   |                 | 28 febbraio 1988  |                 |
| 17 | Champagne High                                |                 | 6 marzo 1988      |                 |
| 18 | Brother Hanson & the Miracle of Renner's Pond |                 | 13 marzo 1988     |                 |
| 19 | Raising Marijuana                             |                 | 17 aprile 1988    |                 |
| 20 | Best Years of Your Life                       |                 | 1º maggio 1988    |                 |
| 21 | Cory and Dean Got Married                     |                 | 8 maggio 1988     |                 |
| 22 | School's Out                                  |                 | 22 maggio 1988    |                 |